# Kleingeschaidt 33

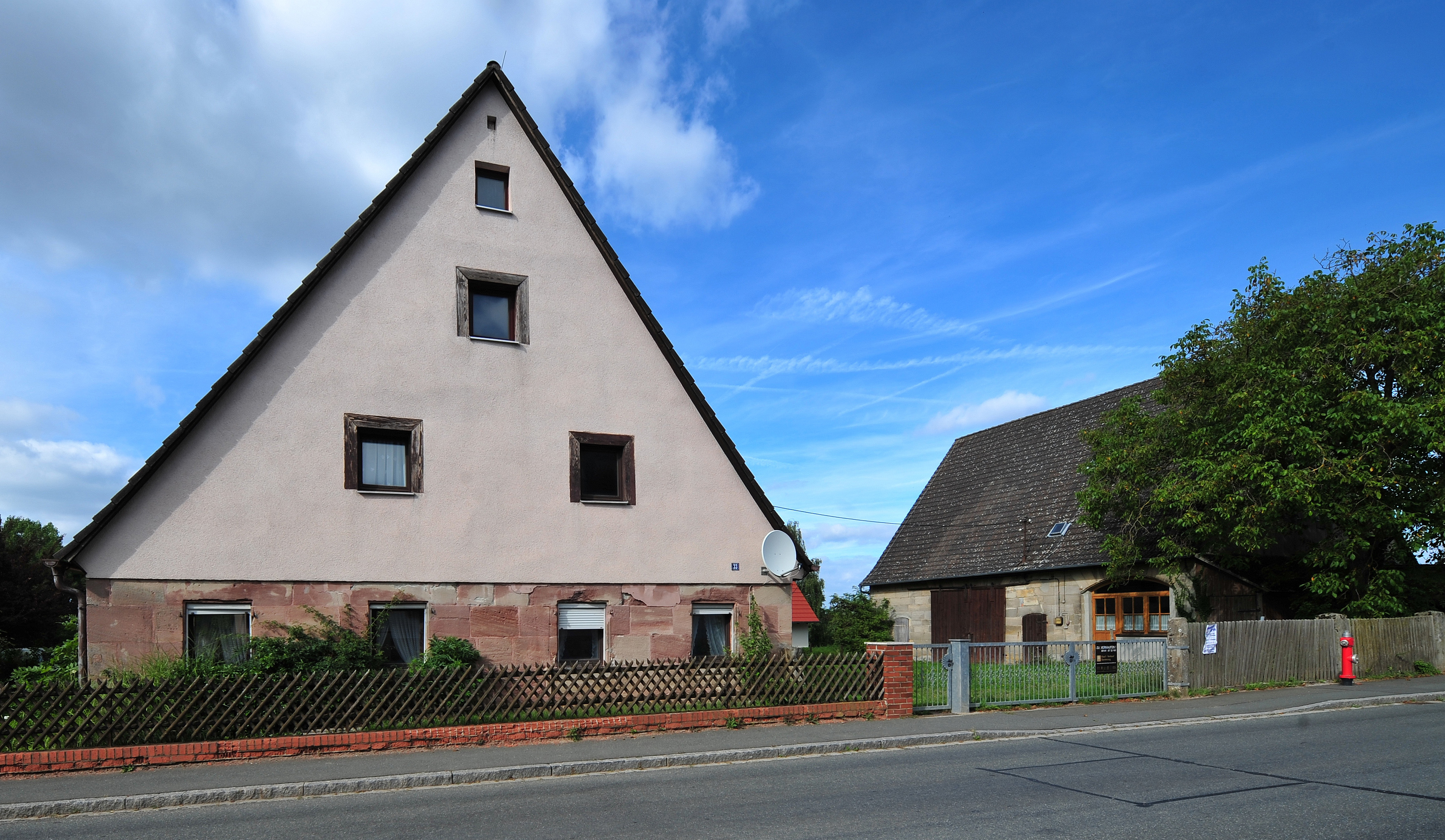
Haus Kleingeschaidt 33

Der Bauernhof Kleingeschaidt 33 befindet sich in Kleingeschaidt, einem Gemeindeteil des Marktes Heroldsberg im Landkreis Erlangen-Höchstadt (Bayern). Das Gebäude wurde 1831 errichtet und ist ein geschütztes Baudenkmal. Im Jahr 2012 stand das Gebäude leer und wurde zum Verkauf angeboten.

## Beschreibung
Der eingeschossige Sandsteinquaderbau mit verputztem Fachwerkgiebel ist mit der Jahreszahl 1831 bezeichnet. Die Scheune, ein Sandsteinquaderbau mit Fachwerkgiebel, wurde in der zweiten Hälfte des 19. Jahrhunderts errichtet. Der Stallteil besitzt ein preußisches Kappengewölbe. Die traditionelle Holztreppe sowie die Holzdielenböden und Holztüren der Erbauungszeit sind noch vorhanden.